# Institut für Friedensforschung und Sicherheitspolitik an der Universität Hamburg

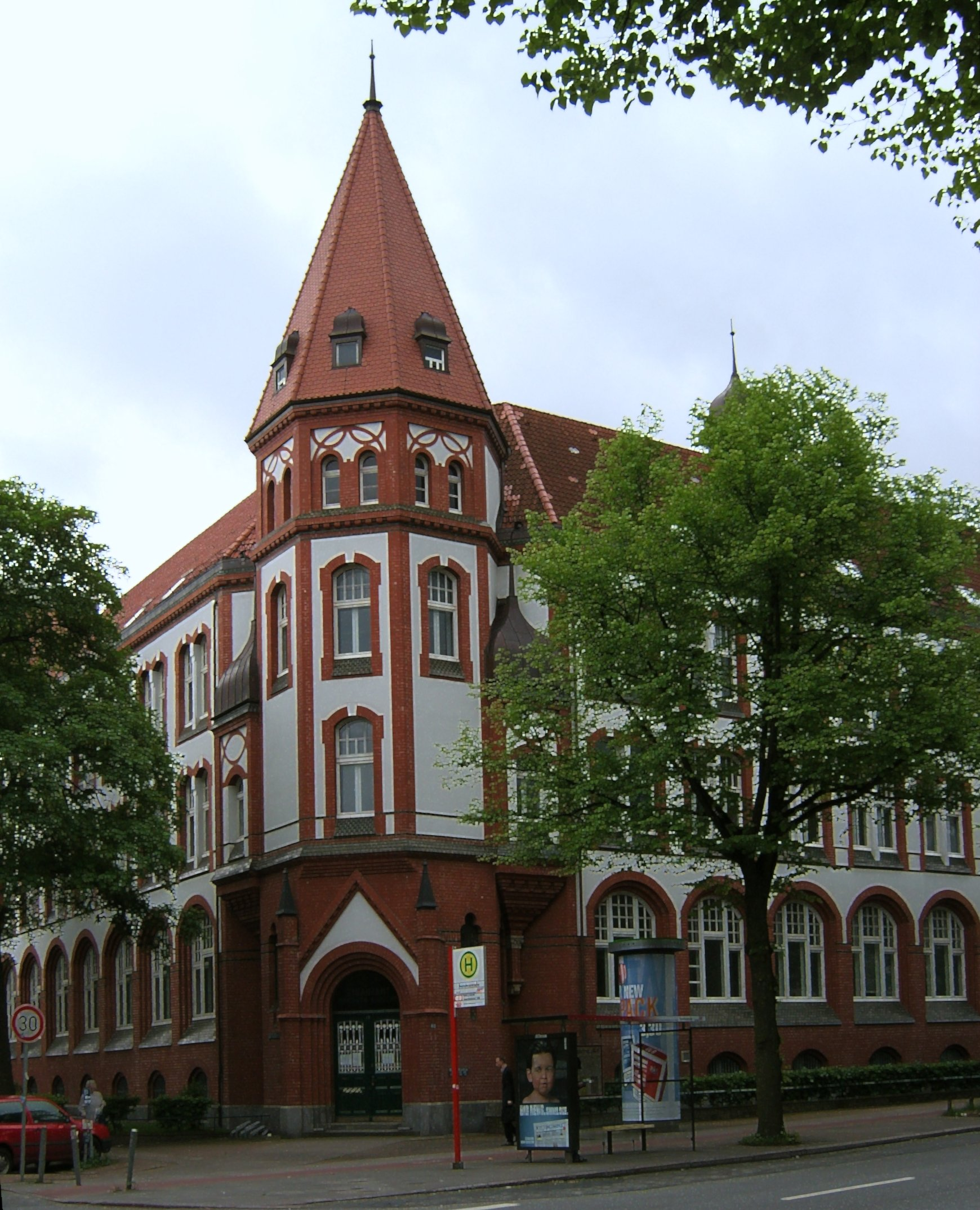
Sitz des IFSH in Hamburg-Eimsbüttel, Beim Schlump 83

Das Institut für Friedensforschung und Sicherheitspolitik an der Universität Hamburg (IFSH) ist eine eigenständige Forschungseinrichtung (An-Institut) an der Universität Hamburg. Das Institut erforscht die Bedingungen von Frieden und Sicherheit in Deutschland, Europa und darüber hinaus. Es untersucht Herausforderungen für die Entstehung und Erhaltung von Friedensordnungen, fragt nach den Ursachen von Krisen und Eskalationsdynamiken, und analysiert außen- und sicherheitspolitische Entscheidungsprozesse auf nationaler und internationaler Ebene. Das IFSH forscht eigenständig und unabhängig. Finanziert von der Freien und Hansestadt Hamburg arbeitet es eng mit der Universität Hamburg zusammen sowie mit Institutionen in der Metropolregion Hamburg und wissenschaftlichen Einrichtungen im In- und Ausland.

## Geschichte

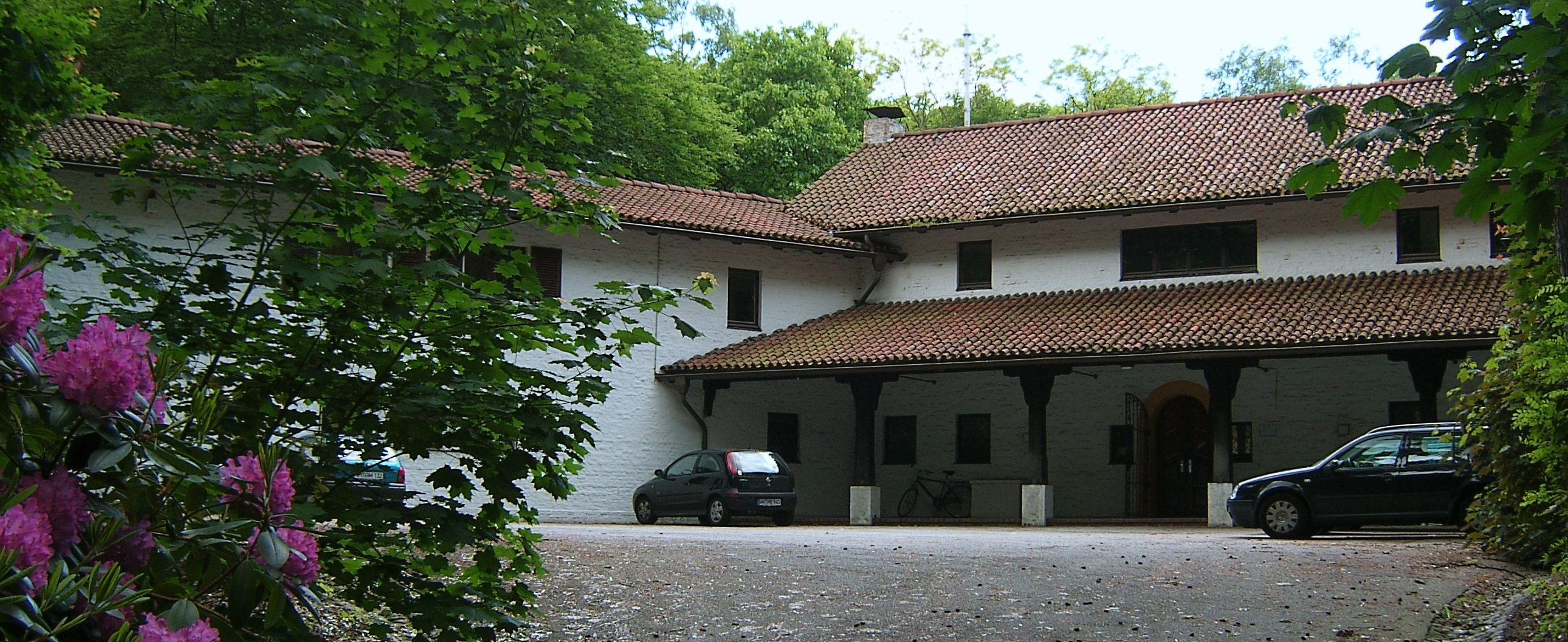
Ursprünglicher Standort des IFSH am Falkenstein 1-3 in Hamburg-Blankenese (2006)

Das IFSH wurde 1971 als Stiftung bürgerlichen Rechts auf Anregung des damaligen Bundespräsidenten Gustav Heinemann gegründet. Es befand sich von 1987 bis 2007 in Falkenstein, einem bewaldeten Gebiet von Hamburg-Blankenese oberhalb der Elbe. Im Jahre 2007 zog das Institut in die unmittelbare Nähe des Universitätsgeländes nach Hamburg-Eimsbüttel in das ehemalige Finanzamtgebäude mit der Adresse Beim Schlump 83.

## Gremien
Gremien des Instituts sind neben einem 10-köpfigen Kuratorium unter dem Vorsitz der Staatsrätin für Wissenschaft, Forschung und Gleichstellung, Eva Gümbel (Die Grünen), und dem Präsidenten der Universität Hamburg, Hauke Heekeren, der Institutsrat geführt von Ursula Schröder und der wissenschaftliche Beirat unter Anna Geis, Universitätsprofessorin für Politikwissenschaft an der Helmut-Schmidt-Universität.

### Wissenschaftliche Direktoren
- 1971–1984: Wolf Graf von Baudissin
- 1984–1994: Egon Bahr
- 1994–2003: Dieter S. Lutz
- 2003–2006: Reinhard Mutz
- 2006–2016: Michael Brzoska
- 2016–2017: Götz Neuneck und Wolfgang Zellner (kommissarisch)
- seit Oktober 2017 Ursula Schröder[4]

## Forschungsbereiche
Das IFSH befasst sich mit Frieden und Sicherheit und wie diese von gesellschaftlichen und technologischen Entwicklungen beeinflusst werden. Der Einfluss der Klimawandel auf die Sicherheitspolitik ist ein weiteres Forschungsgebiet. Die vier Forschungsbereiche heißen:
- Europäische Friedens- und Sicherheitsordnungen[5]
- Gesellschaftlicher Frieden und Innere Sicherheit[6]
- Rüstungskontrolle und Neue Technologien[7]
- Klimaforschung[8]

## Publikationen
Während nationale und internationale Fachzeitschriften und Buchpublikationen zur Veröffentlichung aktueller Forschungsergebnisse dienen, bietet das institutseigene Format der Policy Briefs pointierte Einschätzungen zu aktuellen Themen aus den Bereichen Frieden und Sicherheit. In der Publikationsreihe Research Reports stellen Teammitglieder aktuelle Forschungsergebnisse vor. Einmal im Jahr veröffentlicht das IFSH zusammen mit den Friedensforschungsinstituten Bonn International Center for Conversion, Peace Research Institute Frankfurt – Leibniz-Institut für Friedens- und Konfliktforschung und Institut für Entwicklung und Frieden in Deutschland das Friedensgutachten. Seit den 1970er Jahren gibt das Institut die Reihe Demokratie, Sicherheit und Frieden heraus. Die Publikationsreihe „OSZE Insights“ ist die Nachfolgepublikation des OSZE-Jahrbuchs. Die Reihe präsentiert Strategiepapiere zu aktuellen OSZE-Themen und wird vom Zentrum für OSZE-Forschung am IFSH (CORE) zusammen mit dem Nomos-Verlag herausgegeben. In der IFSH-Kurzanalyse nehmen IFSH-Wissenschaftlerinnen und -Wissenschaftler zu tagesaktuellen Themen Stellung. Die IFSH-Kurzanalyse richtet sich speziell an ein nicht-wissenschaftliches Publikum, das sich schnell und trotzdem profund über aktuelle sicherheitspolitische Themen informieren möchte.
Die Zeitschrift S+F. Sicherheit und Frieden wurde 2021 eingestellt.
Das institutseigene Veranstaltungsformat „Frag das IFSH!“ richtet sich gezielt an interessierte Bürgerinnen und Bürger und Bildungsträger. Schulklassen, Volkshochschulen, Vereine und Verbände können einen Termin mit dem IFSH vereinbaren und mit einem der Wissenschaftler über aktuelle sicherheitspolitische Themen erfahren.

## Auszeichnungen
- 2002: Wolf-Graf-von-Baudissin-Medaille